# (15631) Dellorusso
(15631) Dellorusso (2000 HT57) – planetoida z grupy pasa głównego asteroid okrążająca Słońce w ciągu 5,21 lat w średniej odległości 3 j.a. Odkryta 24 kwietnia 2000 roku.